# Paula Gerard
Paula Gerard (1907-1991) foi uma educadora de arte, administradora e artista visual americana, cujo trabalho principal era desenho, pintura e artes gráficas.
As obras de Gerard estão incluídas nas coleções de grandes museus, incluindo o Museu Smithsoniano de Arte Americana e o Museu do Instituto de Arte de Chicago. Outras exposições incluem a Chicago Society of Artists, a Academia Nacional de Desenho e a San Francisco Art Association, entre outras. Gerard lecionou belas artes na Layton Art Gallery em Milwaukee, Wisconsin, de 1945 a 1962. Após deixar esse cargo, lecionou na Escola do Instituto de Arte de Chicago. Após se aposentar do ensino em 1975, foi nomeada professora emérita.